# Mont Commonwealth
El mont Commonwealth (en anglès Commonwealth Mountain) és una muntanya de l'illa d'Ellesmere, Nunavut, Canadà. Es troba a l'oest del Parc Nacional de Quttinirpaaq, el més extens del nord del Canadà, i el segon més al nord de la Terra després del Parc Nacional del Nord-est de Groenlàndia.
Amb una alçada de 2.225 msnm, és el punt més alt de les muntanyes Challenger, una secció de la serralada Àrtica.